# Stazione di Scanzano-Belfiore
Stazione di Scanzano-Belfiore vasútállomás Olaszországban, Umbria régióban, Foligno településen.

## Vasútvonalak
Az állomást az alábbi vasútvonalak érintik:
- Ancona–Orte -vasútvonal

## Kapcsolódó állomások
A vasútállomáshoz az alábbi állomások vannak a legközelebb: 
- Stazione di Foligno
- Stazione di Capodacqua-Pieve Fanonica